# Pierre Mankowski
Pierre Mankowski (Amiens, 5 novembre 1951) è un ex calciatore e allenatore di calcio francese di origini polacche.
Figlio dell'ex giocatore professionista John Mankowski e fratello di Federico Mankowski, fisioterapista nel calcio professionistico, Pierre Mankowski ha giocato come trequartista, prima di diventare allenatore.
È stato vice-allenatore della Francia dal 2002 al 2010, anno in cui è diventato allenatore della Francia Under-18. Dal 2015 allena la Francia Under-21.

## Palmarès

### Allenatore

#### Competizioni nazionali
- Campionato francese di seconda divisione: 1

Le Havre: 1990-1991 (girone B)